# Agali I (aldea)
Agali I o Pueblo de Agali I (en azerí: Birinci Ağalı) es un pueblo de la raión de Zangilán, situado en el suroeste de la República de Azerbaiyán. Está ubicado a orillas del Río Hakari.

## Historia
En 1993, durante la primera guerra del Alto Karabaj el pueblo de Agali I fue ocupado por las fuerzas armadas de Armenia. El 28 de octubre de 2020, durante la segunda guerra del Alto Karabaj, el presidente de Azerbaiyán, Ilham Aliyev, anunció la liberación de la aldea de Agali I por las Fuerzas Armadas de Azerbaiyán.
El 14 de febrero de 2021, el presidente de Azerbaiyán visitó el territorio de las aldeas de Agali I, Agali II y Agali III y anunció que la restauración de estas aldeas comenzaría en los próximos meses. Este pueblo fue uno de los primeros pueblos restaurados en Karabaj.
El 26 de octubre de 2021 se llevó a cabo una ceremonia oficial de bienvenida para el presidente de Turquía, Recep Tayyip Erdoğan, en el pueblo de Agali.